# Pasmo Główne
Pasmo Główne, także Pasmo Wododziałowe, Główny Grzbiet Kaukaski (ros. Главный хребет, Gławnyj chriebiet; Водораздельный хребет, Wodorazdielnyj chriebiet; gruz. კავკასიონის მთავარი წყალგამყოფი ქედი, trl. Kavkasionis Mt'avari Tsqalgamqop'i K'edi, trb. Kawkasionis Mtawari Ckalgamkopi Kedi; azer. Baş Qafqaz silsiləsi; oset. Кавказы сæйраг рагъ, Kawkazy sajrag ragh) – pasmo górskie w Rosji, Gruzji i Azerbejdżanie. Tworzy główną oś Wielkiego Kaukazu i stanowi dział wodny między zlewniami rzek spływających z północnych (Kubań, Terek, Sułak i inne) i południowych zboczy (Kodori, Inguri, Rioni, Kura i inne). Ciągnie się na długości ok. 1100 km. Najwyższy szczyt, Szchara, wznosi się na wysokość 5068 m n.p.m. (według innych danych 5201 m n.p.m.). Dominuje rzeźba wysokogórska. Występują lodowce górskie.
Na północnych zboczach pasma znajduje się Teberdyński Park Narodowy, Rezerwat Północnoosetyjski, Kabardyjsko-Bałkarski Rezerwat Wysokogórski i Rezerwat przyrody „Erzi”.